# Dødislandskab
Dødislandskab er et område med is, der ikke smeltes, når resten af isen smelter tilbage. Det tilbageblevne isoleres af skidt, der gør, at det ikke smelter. Meget beskidt isoverflade ses fx når sne kan blive ligget inde i byerne i lang tid med plusgrader, fordi det er isoleret af sediment.  Når den nedenunderliggende is begynder at smelte, dannes issøer og stensamlinger. Lavpunkter og højdepunkter dannes.